# Pineus cladogenous
Pineus cladogenous är en insektsart som beskrevs av Fang, S.Y. och Sun 1985. Pineus cladogenous ingår i släktet Pineus och familjen barrlöss. Inga underarter finns listade i Catalogue of Life.